# عزلة شلف (إب)
عزلة شلف هي إحدى عزل مديرية العدين في محافظة إب اليمنية ويبلغ تعداد سكانها 3681 نسمة حسب التعداد السكاني في اليمن لعام 2004.

## روابط خارجية
- الجهاز المركزي للإحصاء بالجمهورية اليمنية
- المركز الوطني للمعلومات باليمن نسخة محفوظة 10 أبريل 2015 على موقع واي باك مشين.
- الدليل الشامل

تقع عزلة شلف ظمن النطاق الإداري لمحافظة إب وتتبع إدارياَ مديرية العدين يعتبرجامع شلف هو المعلم الأشهر فيها وهو يعتبر جامع اثري بني في عهد الصحابي الجليل معاذ إبن جبل وتم ترميمه زإعادة بناءه في عام 1986 تقريباً وامام هذا الجامع سد كبير يدعلى سد شلف يعتبر حصاد مياه امطار ويستفيد منه المواطنين وانعاهم ايام الشتاء . جبال شلف هي الاعلى بعد جبال زهقان المطلة على مدينة تعز ومقابلة لجبل صبر الشهير . تسكن شلف اسرة بيت الشلفي القاضي الذين اشتهروا بالقضاءأبرزهم القاضي عبدالوهاب بن عبده حسن الشلفي والقاضي عبدالله عبدالفتاح لطف الشلفي والقاضي عبدالكريم بن احمد حسن الشلفي والقاضي عبده بن يحيى شرف وغيرهم يسكن ايضا في العزلة اسرة بيت الحميدي .. اه مايزرع في هذه المنطقة محاصيل الذرة والفاصوليا البلدي والقات ايضا...يوجد في المنطقة مجمع الفوز بشلف وهي مدرسة ثانوية تعتبر الأقدم على مستوى مديرية العدين ...